# مطبخ روماني
المطبخ الروماني (بالرومانية: Bucătăria românească) هو مزيج متنوع من الأطباق المستمدة من عدة تقاليد تأثرت بها رومانيا، مع حفاظه على طابعه الخاص. تأثر بشكل رئيسي بالمطبخ التركي، إلى جانب تأثيرات من المطابخ الأوروبية، وخاصة مطابخ منطقة البلقان والمطبخ المجري، بالإضافة إلى عناصر مستمدة من مطابخ وسط أوروبا.
يشمل المطبخ الروماني العديد من الأطباق المرتبطة بالمواسم والمناسبات، وذلك نظرًا لجذور البلاد الدينية المتأثرة بالأرثوذكسية الشرقية. وتتكون الأطباق الرومانية بشكل عام من الخضروات، الحبوب، الفواكه، العسل، الحليب، منتجات الألبان، واللحوم.
تتنوع الأطباق الرومانية وتشمل فئات محددة أحيانًا، مثل فئة "شوربة" (ciorbă) التي تضم مجموعة واسعة من الشوربات ذات الطعم الحامض المميز. وتشمل أنواعها شوربة اللحم والخضروات، وشوربة الكرشة (ciorbă de burtă)، وشوربة أقدام العجل، أو شوربة السمك، ويتم تحقيق الطعم الحامض باستخدام عصير الليمون، عصير مخلل الملفوف (zeamă de varză)، الخل، أو "بورش" (borș) المصنوع تقليديًا من النخالة. كما يشتهر المطبخ الروماني بمشروب "تسويا" (țuică)، وهو نوع من البراندي القوي المصنوع من البرقوق.
وبما أن رومانيا تشترك في تقاليدها مع مولدوفا، فهناك أوجه تشابه بين المطبخين في هذين البلدين الناطقين باللغة الرومانية.

## تاريخ
في تاريخ الأدب الطهوي الروماني، كان كوستاتشي نيجروتزي وميهايل كوجالنيشينو هما مؤلفا كتاب الطهي "200 وصفة مجربة للأطباق والحلويات والأمور المنزلية الأخرى"، الذي طُبع في عام 1841. كما كتب نيجروتزي في روايته "ألكسندرو لابوشنيانو": "في مولدافيا، في ذلك الوقت، لم تكن المأكولات الراقية رائجة. كانت أكبر الولائم تقدم بضعة أنواع فقط من الأطباق. بعد البورش، تأتي الأطباق اليونانية، المطهية بالأعشاب الطافية في الزبدة، وأخيرًا شرائح اللحم الكوزموبوليتية".
الجبن كان جزءًا من المطبخ الروماني منذ بداية تاريخه، حيث يُستخدم مصطلح "برينزا" (Brânză) كاسم عام للجبن في اللغة الرومانية.
أصبحت الذرة والبطاطس من المواد الغذائية الأساسية في المطبخ الروماني بعد إدخالهما إلى أوروبا. وقد ساهمت الذرة بشكل خاص في تحسين الصحة والتغذية لدى الرومانيين في القرنين السادس عشر والسابع عشر، مما أدى إلى ازدهار سكاني كبير.
على مدى ثلاثة قرون تقريبًا، تأثرت ولايتا والاكية ومولدوفا، وهما اثنتان من الإمارات الرومانية الوسطى، بشكل طفيف بجيرانهما المختلفين، مثل الإمبراطورية العثمانية. وقد غيّر المطبخ العثماني الطاولة الرومانية بإدخال المقبلات المصنوعة من الخضروات المتنوعة، مثل الباذنجان والفلفل الرومي، بالإضافة إلى تحضيرات مختلفة من اللحوم، مثل "تشيفتيلي" (كرات اللحم المقلية، وهي نوع من الكفتة). كما أن الأنواع المختلفة من "الشوربة" واليخنات المصنوعة من اللحوم والخضروات، مثل يخنة الفاصوليا (iahnie de fasole)، والفلفل المحشي (ardei umpluți)، والملفوف المحشي (sarmale)، قد تأثرت بالمطبخ التركي.

## الوصف
تتأثر الوصفات الرومانية بنفس التأثيرات التي طالت الثقافة الرومانية عمومًا. فقد جلب الأتراك كرات اللحم المستخدمة في حساء كرات اللحم، بينما جاء طبق المسقعة من اليونان، أما الشنيتسل فقد أتى من النمسا، وتستمر القائمة. يشترك الرومانيون في العديد من الأطباق مع منطقة البلقان والإمبراطورية النمساوية المجرية السابقة. البعض الآخر من الأطباق أصلي أو يمكن تتبعه إلى الرومان، بالإضافة إلى حضارات قديمة أخرى. يُصعّب غياب المصادر المكتوبة في أوروبا الشرقية تحديد الأصل الدقيق لمعظم الأطباق اليوم
يُعد الماماليغا (عصيدة الذرة) أحد أكثر الأطباق شيوعًا، ويُقدم بمفرده أو كمرافق للأطباق الأخرى. يعد لحم الخنزير اللحم الأساسي المستخدم في المطبخ الروماني، إلا أن لحم البقر يُستهلك أيضًا إلى جانب لحم الضأن والأسماك.
قبل عيد الميلاد، في 20 ديسمبر (يوم إغناطيوس أو إغناتول)، يُذبح خنزير تقليديًا من قبل كل أسرة ريفية. يتم إعداد مجموعة متنوعة من الأطباق من لحم الخنزير المذبوح لعيد الميلاد، مثل:
- النقانق (Cârnați) – نقانق لحم الخنزير بالثوم، قد تكون مدخنة أو مجففة.
- نقانق الكبد (Lebăr) – نقانق مستحلبة مصنوعة أساسًا من الكبد، مع اختلاف في قوام الحشوة بين ناعم (مثل الباتيه) وخشن.
- سجق الدم (Sângerete) – نقانق مستحلبة مصنوعة من خليط من دم الخنزير مع الدهون واللحم وفتات الخبز أو الحبوب الأخرى والتوابل.
- جبن الرأس (Tobă) – مصنوع من أقدام الخنزير وآذانه واللحم من الرأس، مغمور في مادة هلامية (أسبك) ومحشو في معدة الخنزير.
- توشيتورا (Tochitură) – حساء مصنوع من لحم الخنزير والنقانق المدخنة والطازجة، يُطهى في صلصة الطماطم ويُقدم مع الماماليغا والنبيذ ("حتى يستطيع لحم الخنزير السباحة"). توجد عدة أنواع لهذا الطبق في رومانيا، حيث يجمع بعضها أنواعًا مختلفة من اللحوم، مثل الدجاج والضأن ولحم البقر وأحيانًا الأحشاء.
- لحم الخنزير المقلي (Pomana porcului) – مكعبات لحم خنزير مقلية في المقلاة تُقدم مباشرة بعد ذبح الخنزير كنوع من الشكر للأقارب والأصدقاء الذين ساعدوا في العملية.
- بختيجي (Piftie/răcitură) – أجزاء أدنى من الخنزير، مثل الذيل والأقدام والأذنين، متبلة بالثوم ومقدمة في مادة هلامية.
- جوماري (Jumări) – بقايا لحم الخنزير المجفف بعد إذابة الدهون، يتم تتبيلها بتوابل متنوعة.

تُحلى وجبة عيد الميلاد بالـكوزوناك، وهو خبز حلو مصنوع من المكسرات أو بذور الخشخاش أو الراحة (الحلقوم التركي).
في عيد الفصح، يُقدم لحم الضأن، ومن الأطباق الأساسية: الحساء الحامض بالضأن (Borș de miel)، الضأن المشوي، وأحشاء الضأن (Drob de miel) – طبق روماني مشابه للهاجس الاسكتلندي مصنوع من الأحشاء المفرومة (القلب، الكبد، الرئتين)، مع لحم الضأن والبصل الأخضر والتوابل، يُلف في شحم الخروف ويُشوى. أما كعكة عيد الفصح التقليدية فهي باسكا، فطيرة مصنوعة من عجينة الخميرة ومحشوة بجبن القريش الحلو في المنتصف.
تُعرف الفطائر الرومانية باسم كلايتيت (clătite)، وهي رقيقة (مشابهة للكريب الفرنسي) ويمكن تحضيرها بحشوات مالحة أو حلوة مثل اللحم المفروم أو الجبن أو المربى. تُعد وصفات مختلفة اعتمادًا على الموسم أو المناسبة.
النبيذ هو المشروب المفضل، وللنبيذ الروماني تقاليد تمتد لأكثر من ثلاثة آلاف عام. تُعد رومانيا حاليًا تاسع أكبر منتج للنبيذ في العالم، وقد بدأ سوق التصدير في النمو مؤخرًا.
وفقًا لبيانات قاعدة البيانات الإحصائية لمنظمة الأغذية والزراعة لعام 2009، تُعد رومانيا ثاني أكبر منتج للبرقوق في العالم بعد الولايات المتحدة، حيث يُستخدم ما يصل إلى 75% من إنتاج البرقوق الروماني في تصنيع مشروب تسويكا، وهو براندي البرقوق الشهير الناتج عن التقطير مرة أو أكثر.

### النباتية والنباتية الصرفة
يصوم أتباع الكنيسة الرومانية الأرثوذكسية خلال عدة فترات على مدار السنة الكنسية، ما يعادل غالبية أيام السنة. في هذا التقليد، يلتزم المؤمنون بنظام غذائي خالٍ من المنتجات الحيوانية خلال فترات الصيام. ونتيجة لذلك، تنتشر الأطعمة النباتية الصرفة في المتاجر والمطاعم، إلا أن الرومانيين قد لا يكونون على دراية بالنظام الغذائي النباتي الصرف أو النباتي كأسلوب حياة دائم. العديد من الوصفات أدناه لها نسخ نباتية، ويتضمن قسم الخضروات العديد من الأطعمة الشائعة في الصيام.

## قائمة الأطباق

### شوربات

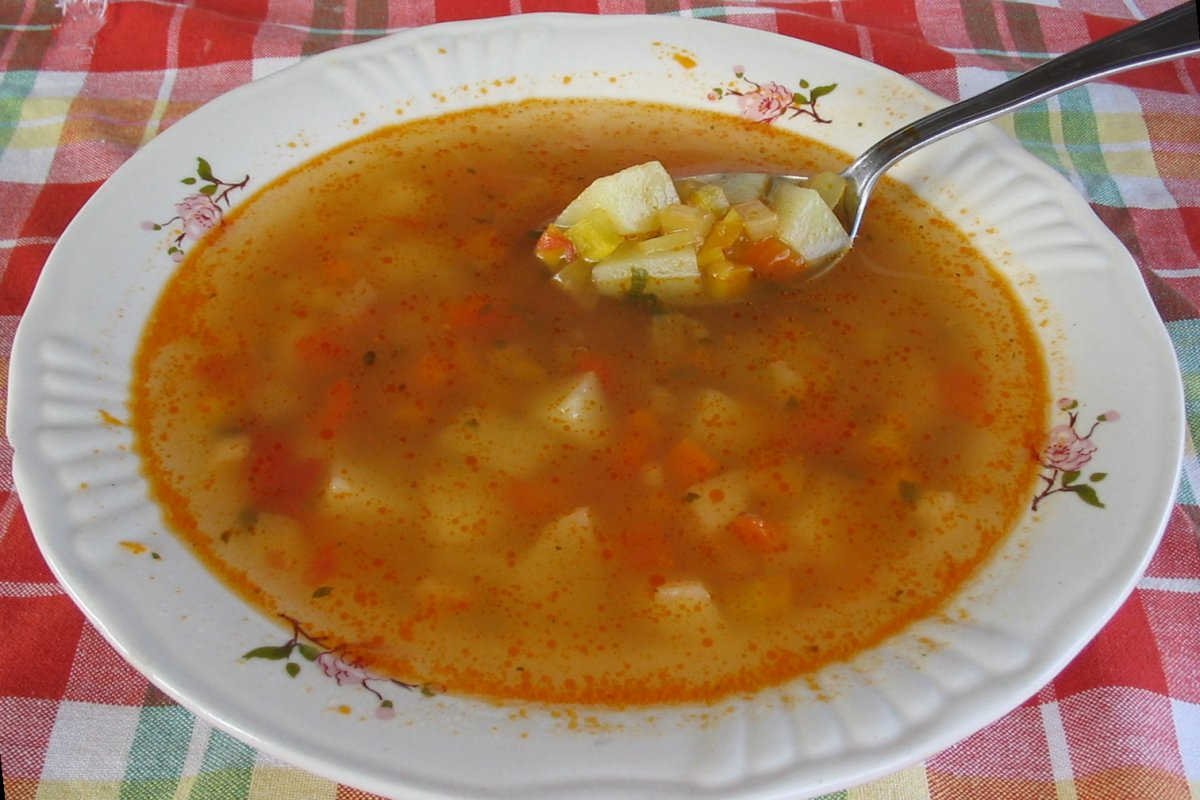
شوربة البطاطس
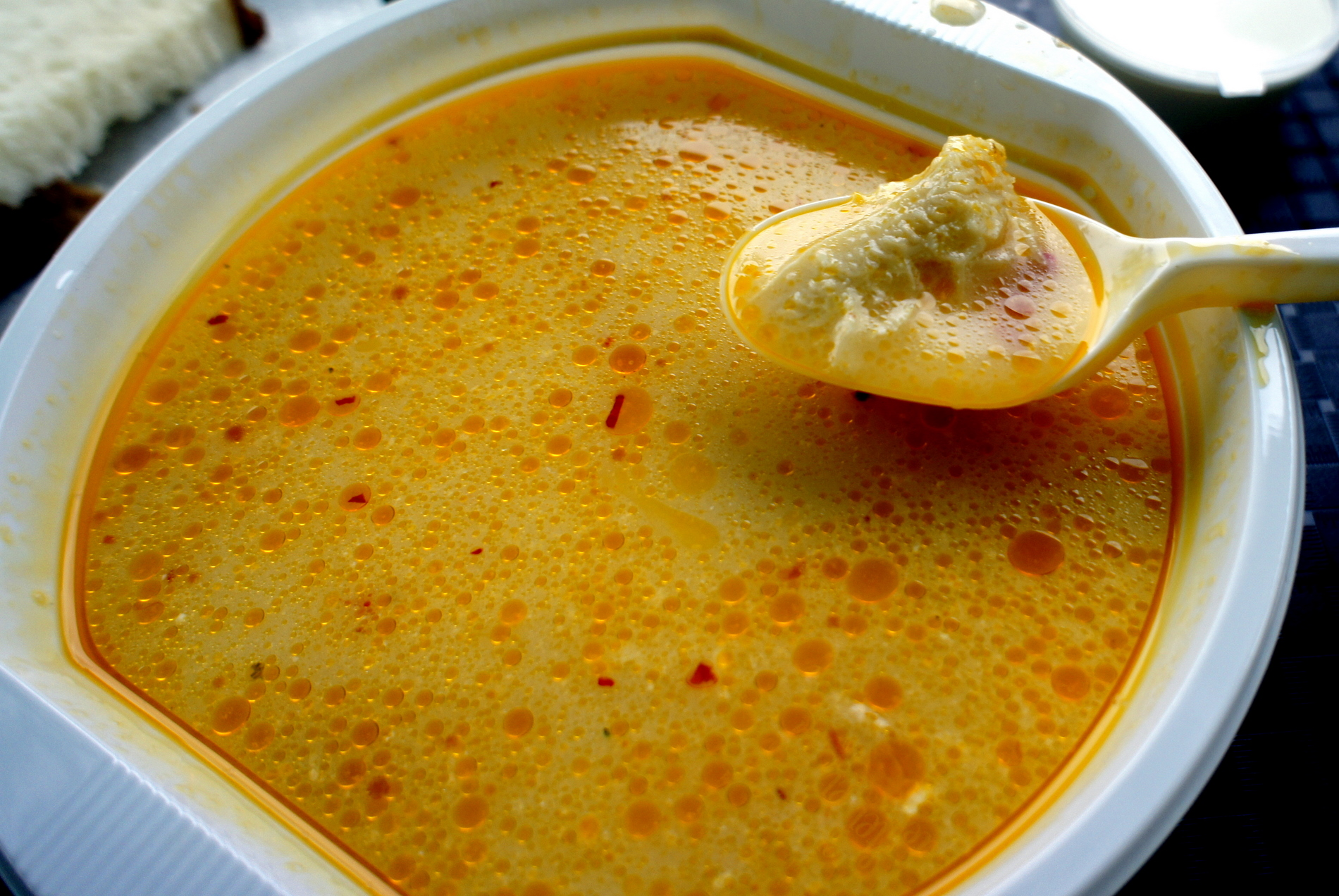
شوربة البطن
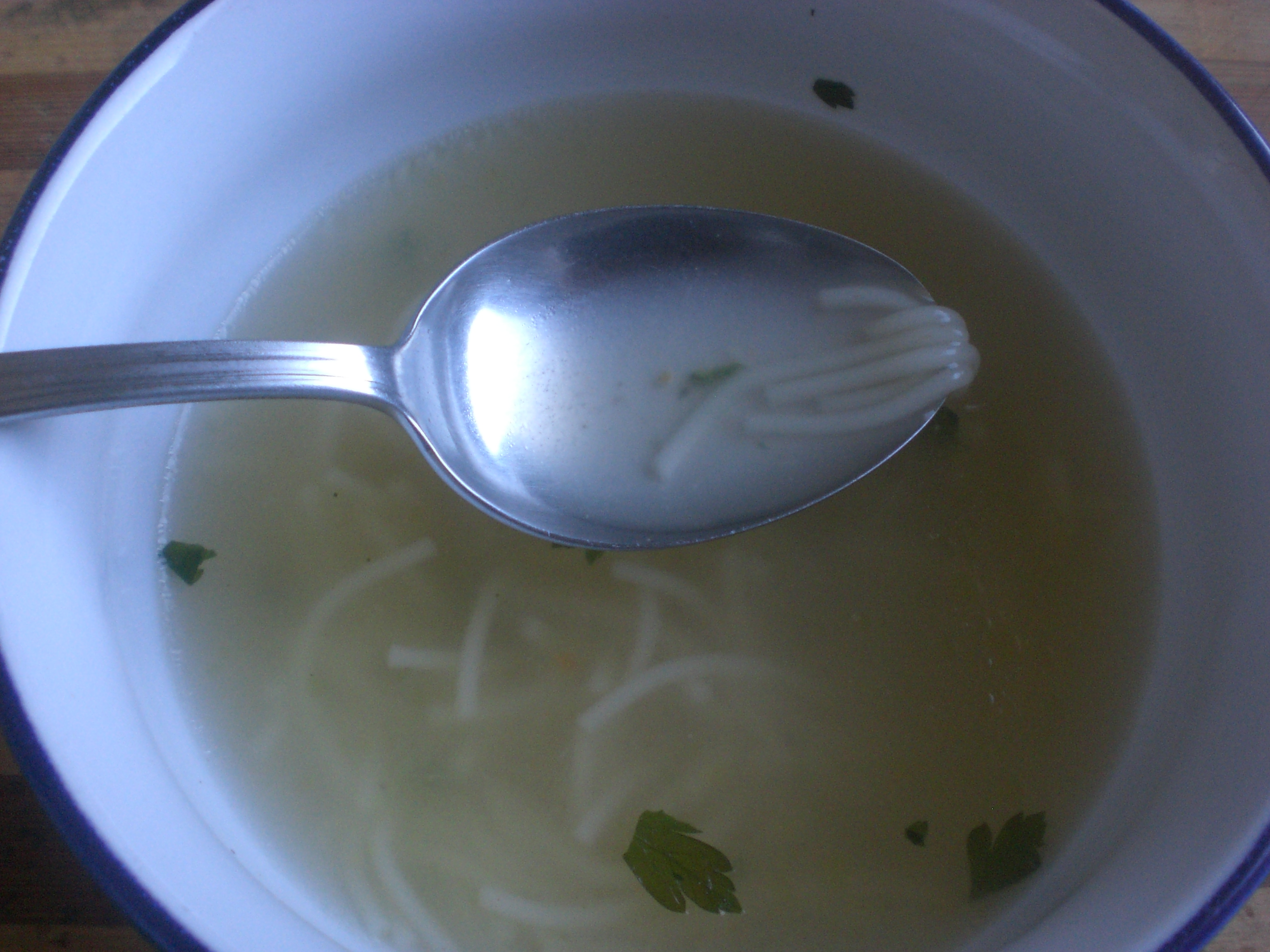
حساء المعكرونة
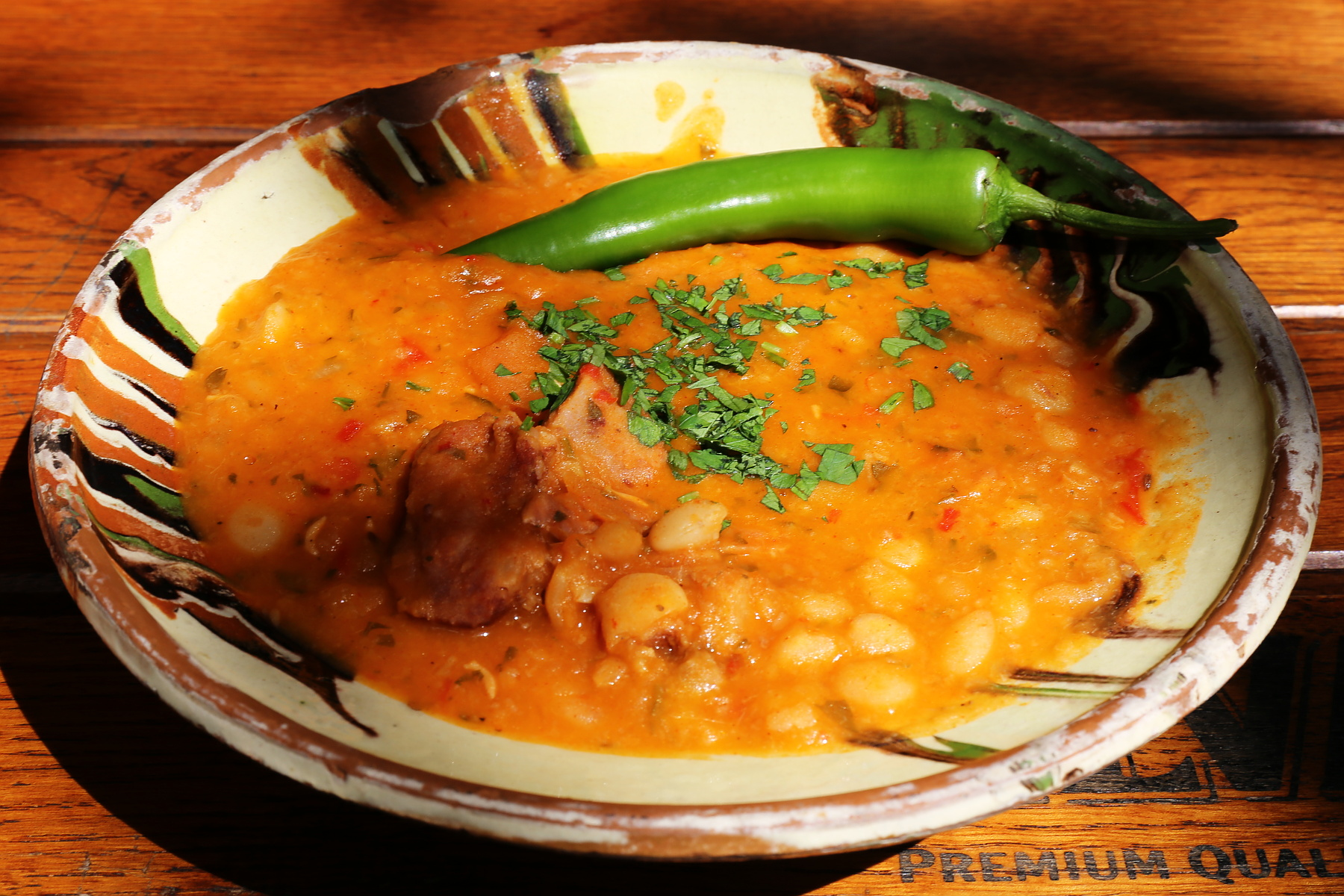
الفاصوليا واللحم المدخن، تقدم تقليديًا مع الفلفل الحار الطازج أو المخلل

البرش (Borș) هو نخالة القمح المخمرة، يُستخدم لزيادة حموضة الشوربة (Ciorbă). ومن أنواع الشوربة الرومانية المعروفة:
- شوربة الكرشة بالقشدة الحامضة والخل (Ciorbă de burtă) التي تعد من الأطباق التقليدية الغنية بالقشدة الحامضة والخل.
- حساء اللحم المفروم (Ciorbă de carne tocată) هو حساء لذيذ يحتوي على اللحم المفروم كمكون أساسي.
- حساء الفاصوليا مع اللحم المدخن (Ciorbă de fasole cu afumătură) الذي يُحضّر من الفاصوليا مع اللحم المدخن لإضفاء نكهة مميزة.
- حساء الخضروات (Ciorbă de legume) الذي يتكون من مزيج من الخضروات الموسمية.
- حساء السمك على طريقة دلتا الدانوب (Ciorbă de pește "ca-n Delta") الذي يتم تحضيره بطرق تقليدية من أسماك نهر الدانوب.
- شوربة الكراث (Ciorbă de praz) التي تحتوي على الكراث كعنصر رئيسي وتُعد من الأطباق الصحية.
- شوربة الدجاج (Ciorbă de pui) التي تعتبر حساء تقليديًا وصحيًا.
- حساء الشمندر (Ciorbă de sfeclă) الذي يُشبه البرش ويتكون بشكل رئيسي من البنجر، وهو ذو طعم مميز.
- حساء الفلاحين مع مزيج من الخضروات واللحوم (Ciorbă țărănească) الذي يُحضّر بمكونات محلية تقليدية من الخضروات واللحوم.

أما الـSupă فهي حساء خفيف وشفاف، يُحضّر من الخضروات أو اللحم، ولا يحتوي على مكونات حامضة. ومن أنواعها :
- حساء مرق الدجاج مع كرات العجين (Supă de pui cu găluște) هو حساء دجاج تقليدي مع كرات العجين الناعمة.
- حساء مرق الدجاج مع النودلز (Supă de pui cu tăiței) الذي يحتوي على مرق دجاج لذيذ مع النودلز.

### لحوم

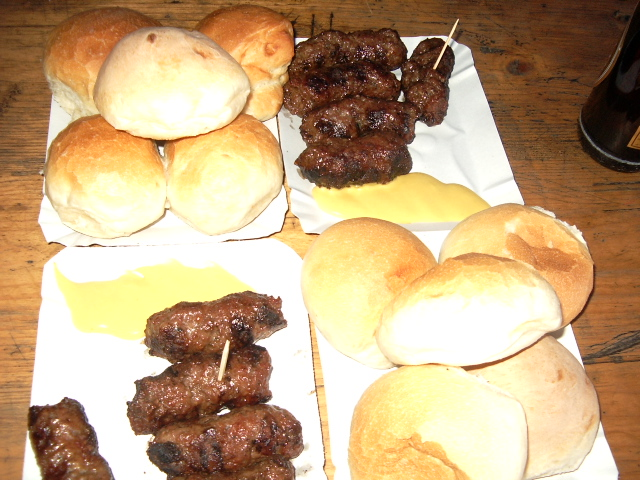
ميتيتي[الإنجليزية]، خردل، ولفائف خبز
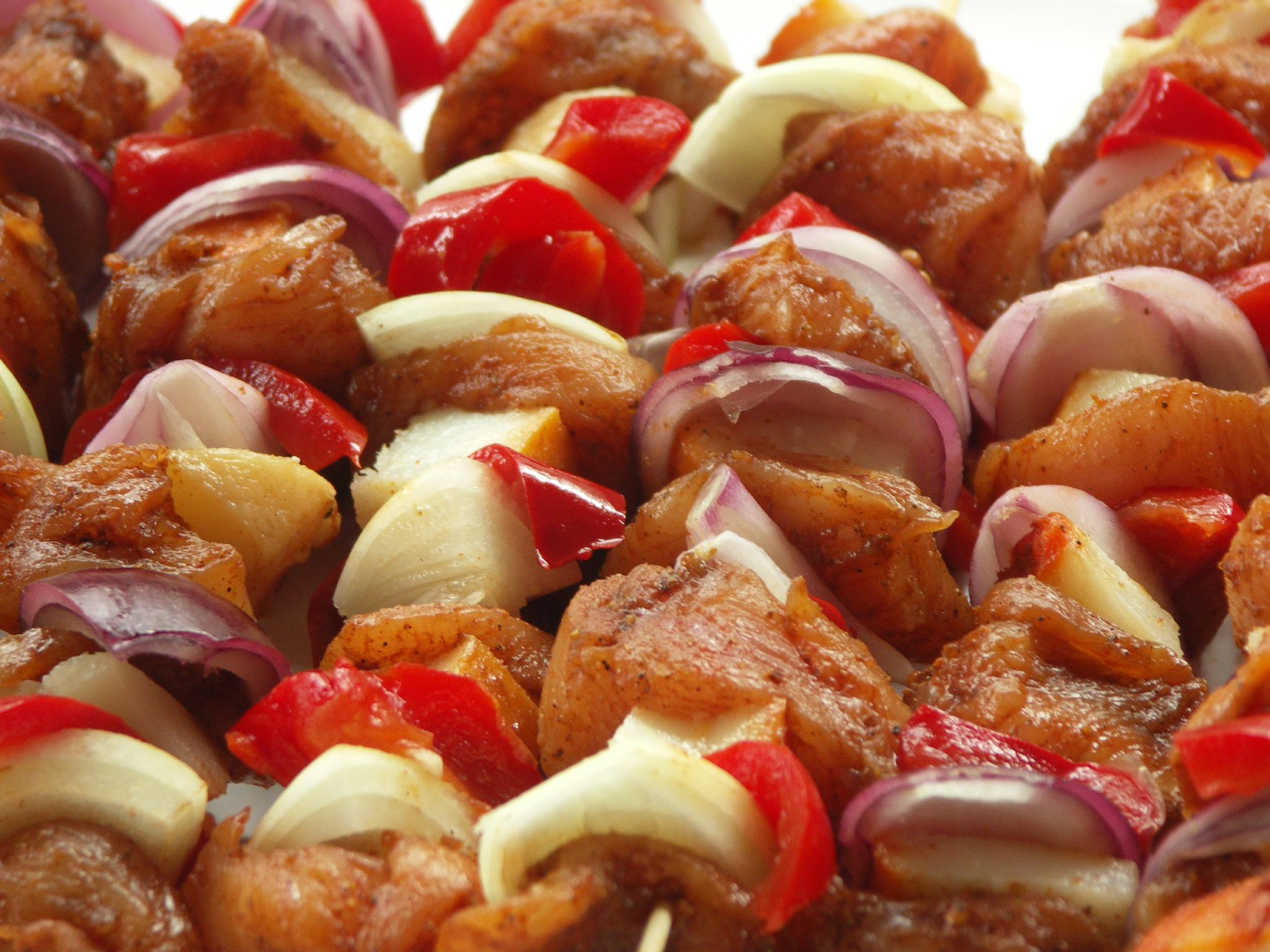
فريجاروي[الإنجليزية]، كباب على الطريقة الرومانية
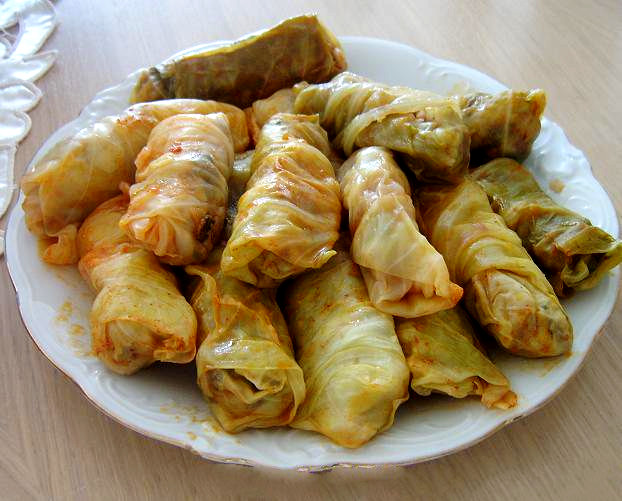
سارمال في أوراق الملفوف المخلل

كالتابوش / تشيسكا (بالرومانيةCaltaboș / : (Chișcă هو نوع من النقانق المطهوة المصنوعة من أعضاء الخنزير المفرومة مثل الكبد، الأرز، البصل، الأعشاب والتوابل، ويتم حشوها في أمعاء الخنزير. هناك أيضًا نقانق كارناتي (Cârnați)، وهي نقانق بالثوم وغالبًا ما تكون مدخنة، تُحشى في أمعاء صغيرة مغسولة ومطهية، وتُقدم عادة مع الفاصوليا في طبق "فاسولي كُو كارناصي".
تشيفتيلي (Chiftele) هي نوع من كرات اللحم الصغيرة المصنوعة من مزيج من لحم الخنزير، لحم البقر، والضأن مع الخبز المفتت والبيض، والبصل، والثوم، والبقدونس. أما شباتا لحم العجل (Ciulama de vițel)، فهي طبق مميز من لحم العجل المطهو في صلصة كثيفة بيضاء من الدقيق والقشدة الحامضة، في حين أن يخنة الدجاج (Ciulama de pui) هو نفس الطبق لكن باستخدام الدجاج.
إذا انتقلنا إلى المأكولات التقليدية الخاصة بعيد الفصح، نذكر دروب لحم الضأن، وهو طبق يتكون من أحشاء الضأن المفرومة والمغلفة بالمعدة ثم مشوية مثل الرغيف، وغالبًا ما تحتوي على بيض مسلوق داخلها. وفي المقابل، طبق الفريجاروي (Frigărui) هو كباب روماني مصنوع من لحم الخنزير أو مزيج من لحم الخنزير والدجاج، يشبه الكوبيده الإيراني ولكنه يحتوي على مكونات وأعشاب وتوابل مختلفة.
من الأطباق التي تحمل طابعًا خاصًا، نجد طبق اللسان بالزيتون (Limbă cu măsline)، والذي يتكون من لسان البقر مع الزيتون، وطبق الميتيتي (Mititei) أو ميتشي (Mici)، التي هي لفائف لحم مفروم مشوية، تقليديًا من لحم الضأن أو مزيج من لحم الخنزير، لحم العجل، ولحم الضأن مع الكثير من التوابل مثل الثوم، الزعتر، الفلفل، والبابريكا.
كراتار (Grătar) هو لحم مشوي رقيق يقدم غالبًا مع طبق الميتشي. أما في مجال الأطباق المغطاة بالقشدة والتوابل، نجد طبق المسقعة، التي هي فطيرة تحتوي على باذنجان، بطاطا، ولحم، وطبق الأوستروبيل (Ostropel)، وهي طريقة لطبخ الدجاج أو البط أو أي لحم آخر حيث يُقلى اللحم ببطء في صلصة الطماطم.
فيما يخص الأطباق المستوحاة من المطبخ المجري، هناك طبق بابريكاس (Papricaș)، وهو طبق دجاج بالبابريكا والفلفل الحلو، وغولاش هي يخنة لحم بقر وبطاطا. أما Jumări، فهي قطع صغيرة من شحم الخنزير المقرمش، يتم استخراج الدهون منها عن طريق القلي. وباسترامي (Pastrami) هو نوع من اللحوم المحفوظة التي يعود أصله إلى رومانيا، حيث يُصنع عادة من لحم الصدر البقري أو من لحم الضأن، الخنزير، الدجاج أو الديك الرومي، ويتم تحضيره بالتمليح، ثم يُجفف جزئيًا ويُتبّل بالأعشاب والتوابل، قبل أن يتم تدخينه وبخاره.
يُعتبر طبق بارجواله (Pârjoale) أحد أنواع كرات اللحم الكبيرة التي تعود أصولها إلى مولدوفا، ويُحضَّر باستخدام الخبز المفتت والبقدونس لإضافة نكهة مميزة. من جهة أخرى، يُشبه طبق بيفتيا (Piftie) طريقة تحضير المرق الفرنسي، حيث يُغلى مرق الخنزير حتى يصبح كثيفًا، ثم يُترك ليبرد حتى يتحول إلى قوام هلامي، ويتميز بنكهات الثوم والبابريكا.
أما الأطعمة المستوحاة من المطبخ الغربي، فنجد بليشكاڤيتسا (Pleșcavița)، وهي قطعة من اللحم المفروم والمتبل بأنواع مختلفة من اللحوم مثل الخنزير، البقر، والضأن، وتُشبه الهامبرغر الروماني. أما نقانق بليشكووي (Pleșcoi sausages)، فهي مسجلة كمنتج محمي جغرافيًا في الاتحاد الأوروبي. كما يُعد راصول (Rasol) طبقًا يُحضَّر من لحم البقر الذي يُطهى ببطء على نار هادئة ويُقدَّم مع معجون الثوم المعروف بالمجدي.
سلام دي سيبيو (Salam de Sibiu) هو نوع مميز من السجق المسجل كمنتج محمي في الاتحاد الأوروبي. أما "سارمالي (Sarmale)" فهو طبق تقليدي يتكون من أوراق الملفوف أو العنب المحشوة باللحم المفروم والأرز والبصل والأعشاب. يتم طهيه في أوانٍ فخارية تقليدية، وفي ترانسيلفانيا يُضاف قدم الخنزير المدخن أو جلده بين طبقات الملفوف المحشي لإضافة نكهة مميزة.
سالو (Slănină) هو شحم الخنزير المدخن المُتبَّل بالبابريكا والأعشاب والفلفل، بينما الشاورما، تُعد واحدة من أشهر أطعمة الشوارع في البلاد.
تتنوع أطباق اللحوم المغطاة بالبقسماط في المطبخ الروماني، ومنها شنتزل (Șnițel)، وهو شريحة لحم مغطاة بالبقسماط يُمكن أن تكون من الدجاج، الخنزير، العجل، أو البقر. كما يوجد شنتزل كوردون بلو (Cordon bleu șnițel)، الذي يُحشى باللحم المدخن والجبن، وشنيتزل موزايك (Mozaic șnițel)، وهو طبق خاص بغرب رومانيا يتألف من طبقتين من اللحوم المختلفة محشوة بالفطر، مع إمكانية استخدام حشوات نباتية بديلة. بالإضافة إلى ذلك، هناك شنيتزل دي بوي (Șnițel de pui)، وهو شريحة صدر دجاج مغطاة بالبقسماط.
في أطباق اليخنات، نجد ستوفات (Stufat)، وهو يخنة لحم الضأن مع البصل والثوم، وتوبا (Tobă)، وهي نقانق تُحضر من معدة الخنزير المحشوة بالجيلاتين ولحم الخنزير مثل الأنف، الأذنين، والجلد. توكانا (Tocană/Tocaniță) هي يخنة لحم تقليدية، بينما "توكانيتا ڤانَتوريسكا (Tocăniță vânătorească) تتخصص في لحم الغزال. أما توشيتورا (Tochitură)، فهو طبق مكون من مكعبات لحم الخنزير المقلية مع جبن مالح طازج، بيض مقلي، ونقانق تُقدم مع مَمَلِّغة ونبيذ.
ختامًا، ڤارزا كاليته (Varză călită) هو طبق يتكون من الملفوف المقلي مع أضلاع الخنزير، البط، أو النقانق، وڤيرشلي (Virșli) هو نوع خاص من النقانق المحضرة من مزيج لحم الماعز أو الضأن مع لحم الخنزير.
المطبخ الروماني يعكس تنوعًا غنيًا في النكهات والمكونات، ما يجعله أحد المطابخ المميزة التي تجمع بين التأثيرات التقليدية والتجارب الحديثة.

### سمك

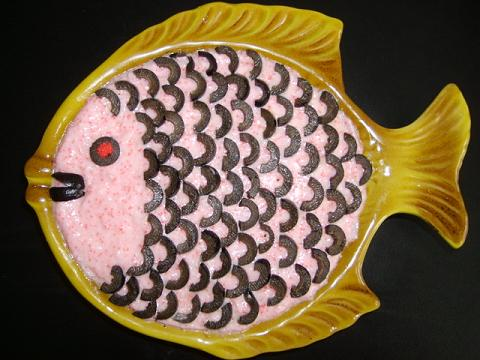
سلطة بيض رومانية مزينة بالزيتون الأسود.

المطبخ الروماني غني بأطباق الأسماك المتنوعة التي تعكس تنوع بيئته المائية. كرات لحم السمك، المعروفة باسم شيفتيلي دي بيشته (Chiftele de pește)، تُعد من لحم السمك المفروم، بينما كارب بانيه (Crap pane) هو طبق مميز من فيليه الصوري المقلية بالبقسماط. من الأطباق الغنية بالنكهات نجد غيفيتش كو بيشته (Ghiveci cu pește)، وهو يخنة سمك مع الخضروات، وماكرو أفومات (Macrou afumat)، وهو شرائح إسقمري مدخنة.
نوڤاك أفومات دين تارا بارسيي (Novac afumat din Țara Bârsei)، هو طبق من شرائح الكارب المدخنة مسجلة كمنتج محمي جغرافيًا في الاتحاد الأوروبي. بينما بانة دي سوم راسول (Pană de somn rasol) هو طبق من سمك السلور المطهو في ماء مملح مع الثوم. بلاكيه دين بيشته (Plachie din pește) يمثل يخنة لذيذة من سمك الأنهار مع الخضروات. أما بابريكاش دي بيشته (Papricaș de pește)، فهو طبق مستوحى من مطبخ المجر يعتمد على السمك المطهو مع البابريكا.
سلطة الكافيار، أو تاراماسالاتا (Salată de icre)، تُحضر تقليديًا من بيض سمك الشبوط، أو سمك الصوري، أو أنواع مختلفة من الأسماك البحرية مع البصل، وتُعرف باسم "طرامة".
من الأطباق التقليدية الأخرى نجد سارامورا دي كارب (Saramură de crap)، الذي يتكون من سمك الصوري المملح، وسكرومبيه دي دوناري أفوماتا (Scrumbie de Dunăre afumată)، وهو سمك "بونتيك شاد" المدخن، والمسجل كمنتج محمي جغرافيًا في الاتحاد الأوروبي.

### خضراوات

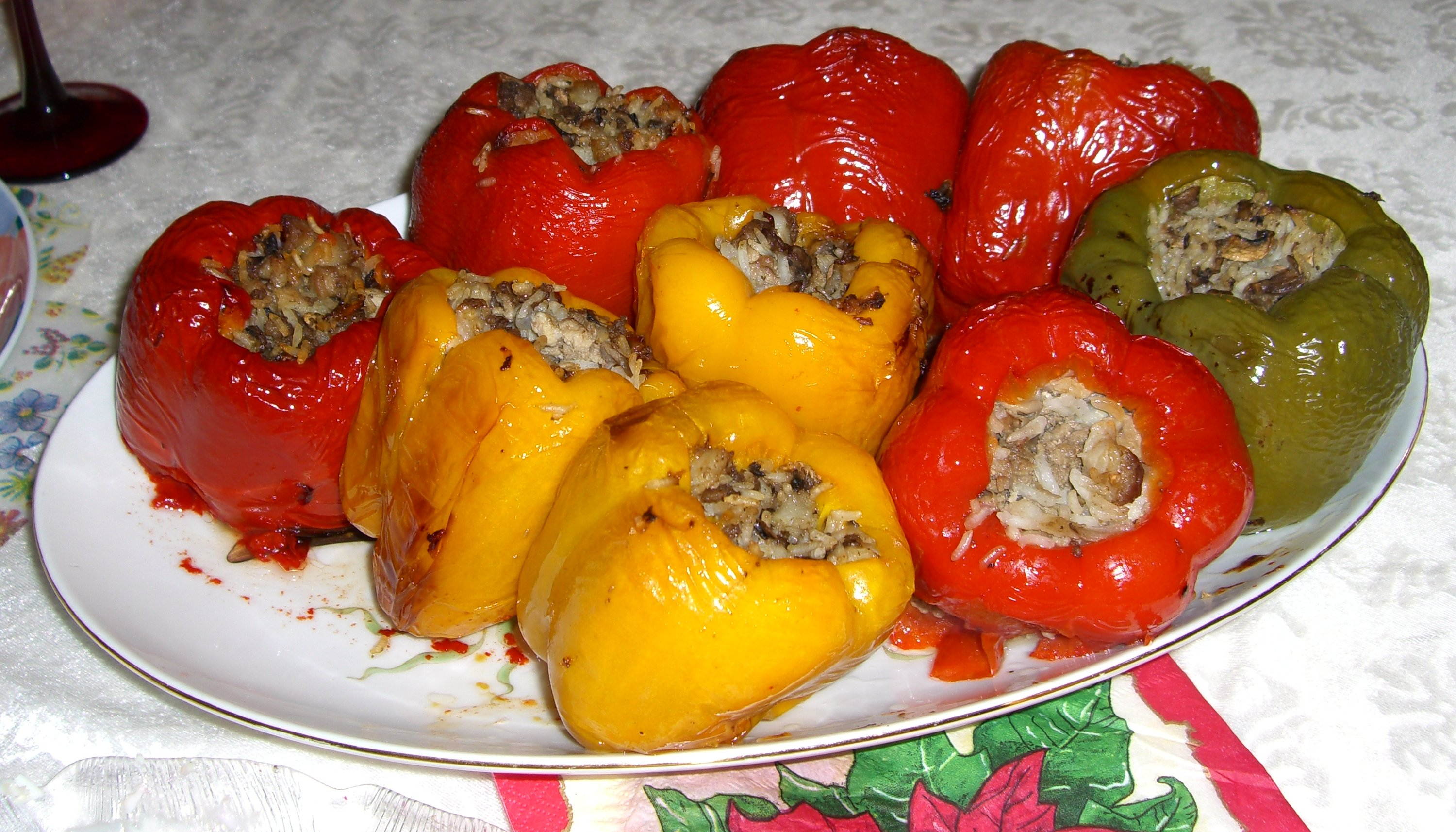
طبق أردي أومبلوتس

يقدم المطبخ الروماني مجموعة متنوعة من الأطباق الشهية المعتمدة على الخضروات والمكونات الطبيعية. من الأطباق المحشوة نجد الفلفل المحشي، المعروف باسم أردي أومبلوتس (Ardei umpluți)، حيث يُحشى الفلفل باللحم والأرز والبصل، والكوسا المحشية، أو دوفليتشي أومبلوتس (Dovlecei umpluți)، بالإضافة إلى الكرنب المحشي، المعروف باسم غوليي أومبلوتي (Gulii umplute). أما الباذنجان المحشي فهو يسمى فينيتي أومبلوتي (Vinete umplute).
غالوشتي (Găluște) هي زلابية مسلوقة مشابهة لتلك الموجودة في مطابخ أوروبا الوسطى. السارما، أو الكرنب المحشو، هو طبق مشابه للدولما حيث يمكن استخدام أوراق العنب أو السلق بدلاً من الملفوف. ومن الأطباق الشهيرة أيضًا غيفيتشي (Ghiveci)، وهو طبق وطني روماني عبارة عن يخنة خضروات مشابهة للجيُفِتش البلغاري أو اللاشو المجري. هناك أيضًا غيفيتشي كالوغيرسك (Ghiveci călugăresc)، وهي يخنة خضروات تُحضّر في الأديرة بواسطة الراهبات.
فاسولي باتوتا (Fasole batută) هو معجون فول روماني يُحضّر باستخدام الفول الأبيض أو الفاصولياء البيضاء مع زيت الزيتون أو عباد الشمس والثوم المفروم، ويُقدم تقليديًا مع البصل المقلي كزينة. مَمَلِّغة (Mămăligă) هو طبق مصنوع من دقيق الذرة يُشبه البولنتا الإيطالية، ويُقدم كطبق جانبي أو كأساس لأطباق أخرى مثل مَمَلِّغة بالحليب (Mămăligă cu lapte)، بولز (Bulz) المخبوز مع جبن الأغنام الروماني والقشدة الحامضة، ومَمَلِّغة مع جبن تيليما والقشدة الحامضة (Mămăliguță cu brânză și smântănă).
من أطباق اليخنات نجد مانكار دي مازاري (Mâncare de mazăre)، وهي يخنة البازلاء، ومانكار دي براز (Mâncare de praz)، وهي يخنة الكراث. بيلاف (Pilaf) هو طبق من الأرز مع الخضروات وقطع صغيرة من اللحم مثل الأجنحة والأحشاء، وتُطهى بطريقة مشابهة للريزوتو.
من الأطباق النباتية، هناك شيفتيلوتسي دي تشيوبيرتش (Chifteluțe de ciuperci)، وهي كرات لحم نباتية مصنوعة من الفطر بدلًا من اللحم، وشنستل دي تشيوبيرتش (Șnițel de ciuperci)، وهو طبق من الفطر المقلي مشابه للشنشيل الألماني. يخنة الفطر تُعرف باسم توكانا دي تشيوبيرتش (Tocană de ciuperci) وتُحضر بالفطر المقلي مع الثوم والشبت، وأحيانًا تُضاف القشدة الحامضة. أما توكانيتسا دي غالبوري (Tocăniță de gălbiori)، فهي يخنة مصنوعة من فطر الشانترل.
زاكوسكا (Zacuscă) هو نوع من المربى النباتي يُحضّر من الباذنجان المشوي، البصل المقلي، معجون الطماطم، والفلفل الأحمر المشوي، ويتم طهيه لفترة طويلة على نار هادئة.

## السلطات

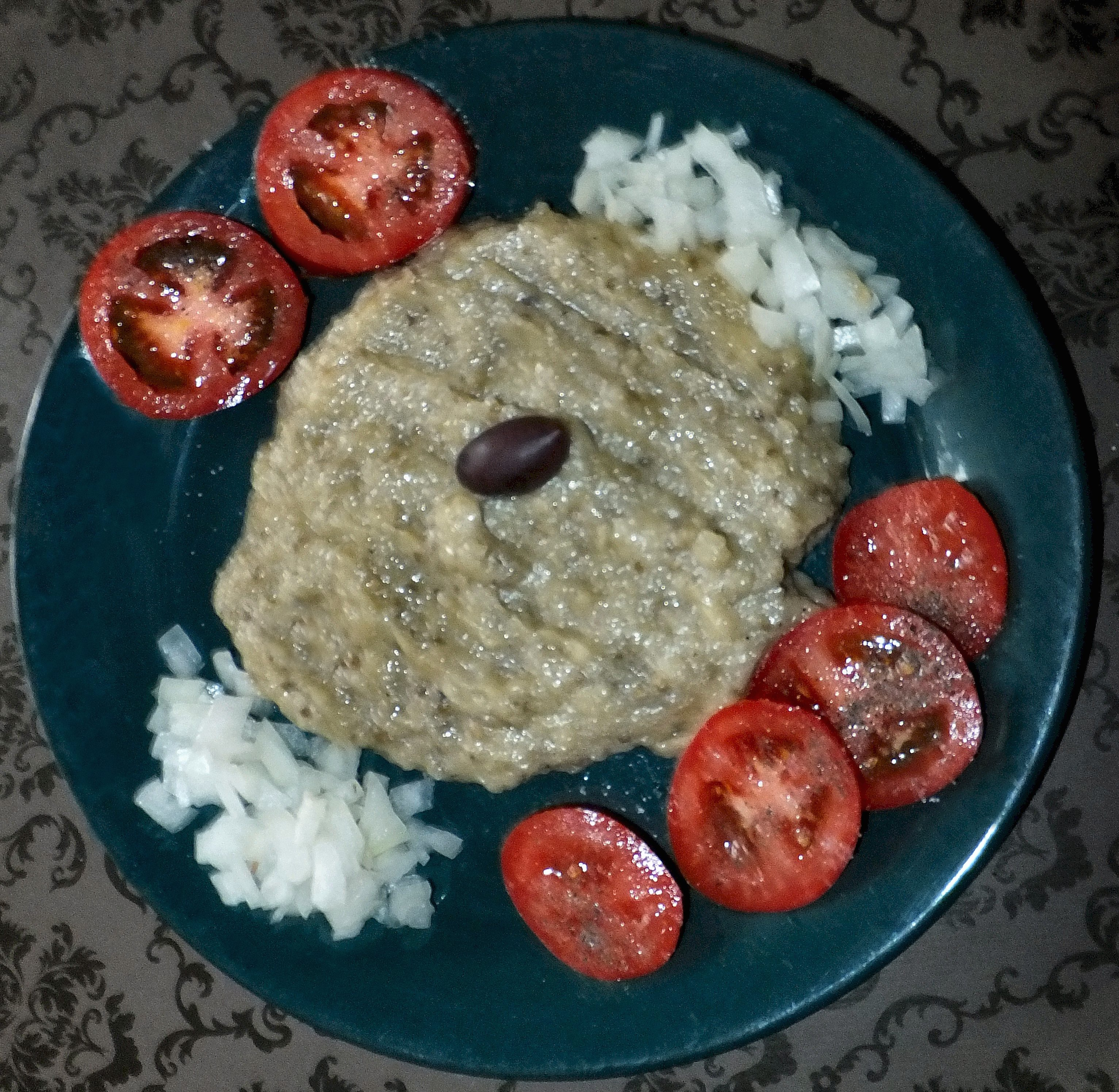
سلطة الباذنجان

تتنوع الأطباق الرومانية في مكوناتها، وتستعرض العديد من السلطات والمخللات التي تعد جزءًا لا يتجزأ من المائدة اليومية. من بينها سلطة الفلفل المشوي، المعروفة باسم أردي كوبتس (Ardei copți)، التي تُحضر من الفلفل المشوي مع الخل وزيت عباد الشمس. تُعتبر المخللات (Murături) طريقة تقليدية لحفظ الفواكه والخضروات، حيث تشمل الخيار المخلل، المعروف باسم كاسترافيتس مورات (Castraveți murați)، والذي يُصنع من الخيار الصغير مع الشبت والثوم وجذور البقدونس، والطماطم الخضراء المخللة، أو جوجونيلي مورات (Gogonele murate)، والتي تُعد النسخة البسيطة من المخللات المتنوعة.
من المخللات الشهيرة أيضًا هو الكرنب المخلل، المعروف باسم فارزا موراتا (Varză murată)، الذي يُحفظ في محلول مالح ويُعطر بجذوع الشبت والشمندر لإضفاء اللون الأحمر. المخللات المتنوعة، أو موراتوري أسورتاتي (Murături asortate)، تشمل مزيجًا من الخضروات المختلفة مثل البصل، الثوم، الطماطم الخضراء، الفلفل، الخيار، الكرنب السويدي، الشمندر، الجزر، الكرفس، جذور البقدونس، القرنبيط، التفاح، السفرجل، البرقوق غير الناضج، البطيخ الصغير غير الناضج، الكوسى الصغيرة، والكرنب الأحمر. وغالبًا ما يتم حفظها في محلول مالح على الطريقة التركية، ويمكن أيضًا حفظها في الخل على الطريقة الألمانية.
المجدّي (Mujdei) هو صلصة الثوم المهروس التي تُحضّر من الثوم والملح والزيت والماء، ويمكن إضافة الليمون أو الطماطم للحصول على طعم معتدل. من السلطات الرومانية التقليدية نجد سلطة لحم البقر (Salată de boeuf)، التي تحتوي على اللحم المسلوق المفروم مع الخضروات المسلوقة، المايونيز، والمخللات. أيضًا سلطة الباذنجان (Salată de vinete) التي تُحضّر من الباذنجان المشوي والمقشر، والبصل المفروم، والملح، ويُخلط مع الزيت أو المايونيز.
تُعد السلطة اليونانية (Salată grecească) من الأطباق المشهورة التي تحتوي على قطع من الطماطم، الخيار، البصل، جبن الفيتا، الزيتون، الملح وزيت الزيتون. أما السلطة الشرقية (Salată orientală) فهي سلطة بطاطس مع البيض والبصل والزيتون. ومن بين السلطات المميزة أيضًا سلطة الشمندر (Salată de sfeclă) وسلطة الطماطم (Salată de roșii) التي تُحضر من الطماطم المقطعة مع البصل والفلفل الحلو والخيار وتُنكه بالشبت أو البقدونس.
وأخيرًا، سلطة شوبسكا (Shopska salad)، المعروفة محليًا بالسلطة البلغارية، وهي مكونة من الطماطم، الخيار، البصل/البصل الأخضر، الفلفل النيء أو المشوي، الجبن التليما، والبقدونس. عادة ما يتم تقطيع الخضروات وتمليحها، ثم يضاف إليها تتبيلة خفيفة من زيت عباد الشمس أو زيت الزيتون مع الخل.